# Rampachodavaram
Rampachodavaram é uma vila no distrito de East Godavari, no estado indiano de Andhra Pradesh.

## Demografia
Segundo o censo de 2001, Rampachodavaram tinha uma população de 9633 habitantes. Os indivíduos do sexo masculino constituem 50% da população e os do sexo feminino 50%. Rampachodavaram tem uma taxa de literacia de 74%, superior à média nacional de 59,5%: a literacia no sexo masculino é de 79% e no sexo feminino é de 69%. Em Rampachodavaram, 10% da população está abaixo dos 6 anos de idade.